# Primetime Creative Arts Emmy Awards 2012
La cerimonia della 64ª edizione dei Primetime Creative Arts Emmy Awards (64th Primetime Creative Arts Emmy Awards) si è tenuta il 15 settembre 2012 presso il Nokia Theatre di Los Angeles.

## Primetime Creative Arts Emmy Awards
Segue una lista delle categorie, con i rispettivi vincitori.

### Miglior attore guest star in una serie tv drammatica
- Jeremy Davies, per aver interpretato Dickie Bennett in Justified
- Mark Margolis, per aver interpretato Tio Salamanca in Breaking Bad
- Dylan Baker, per aver interpretato Colin Sweeney in The Good Wife
- Michael J. Fox, per aver interpretato Louis Canning in The Good Wife
- Ben Feldman, per aver interpretato Michael Ginsberg in Mad Men
- Jason Ritter, per aver interpretato Mark Cyr in Parenthood

### Miglior attrice guest star in una serie tv drammatica
- Martha Plimpton, per aver interpretato Patti Nyholm in The Good Wife
- Loretta Devine, per aver interpretato Adele Webber in Grey's Anatomy
- Jean Smart, per aver interpretato Roseanna Remmick in Harry's Law
- Julia Ormond, per aver interpretato Marie Calvet in Mad Men
- Joan Cusack, per aver interpretato Sheila Jackson in Shameless
- Uma Thurman, per aver interpretato Rebecca Duvall in Smash

### Miglior attore guest star in una serie tv commedia
- Jimmy Fallon, per aver presentato il Saturday Night Live
- Michael J. Fox, per aver interpretato se stesso in Curb Your Enthusiasm
- Greg Kinnear, per aver interpretato Ted in Modern Family
- Bobby Cannavale, per aver interpretato Mike Cruz in Nurse Jackie - Terapia d'urto
- Will Arnett, per aver interpretato Devon Banks in 30 Rock
- Jon Hamm, per aver interpretato Abner e David Brinkley in 30 Rock

### Miglior attrice guest star in una serie tv commedia
- Kathy Bates, per aver interpretato Charlie Harper in Due uomini e mezzo
- Dot-Marie Jones, per aver interpretato Shannon Beiste in Glee
- Maya Rudolph, per aver presentato il Saturday Night Live
- Melissa McCarthy, per aver presentato il Saturday Night Live
- Elizabeth Banks, per aver interpretato Avery Jessup in 30 Rock
- Margaret Cho, per aver interpretato Kim Jong-il in 30 Rock

### Miglior programma d'animazione
- I pinguini di Madagascar, per l'episodio The Return of the Revenge of Dr. Blowhole
- American Dad!, per l'episodio Hot Water
- Bob's Burgers, per l'episodio BurgerBoss
- Futurama, per l'episodio The Tip of the Zoidberg
- I Simpson, per l'episodio Holidays of Future Passed

### Miglior reality
- Undercover Boss
- Antiques Roadshow
- Jamie Oliver's Food Revolution
- MythBusters
- Shark Tank
- Who Do You Think You Are

### Altre categorie
Lista completa delle altre categorie premiate durante i Primetime Creative Arts Emmy Awards 2012
- Miglior corto d'animazione: Eggscellent, di Regular Show.
- Miglior doppiatore a Maurice Lamarche per l'episodio Il silenzio delle pinze di Futurama.
- Miglior realizzazione individuale in programmi d'animazione a Jill Daniels per Doof Dynasty (Phineas e Ferb); Bill Schwab per Disney Prep & Landing: Naughty Vs. Nice; Robertryan Cory e Chris Tsirgiotis per Secret Mountain Fort Awesome (Nightmare Sauce).
- Migliori acconciature per una serie single-camera a Anne Oldham e Christine Greenwood per l'episodio 2x01 di Downton Abbey.
- Migliori acconciature per una serie multi-camera o speciale a Bettie O. Rogers, Jodi Mancuso, Inga Thrasher, Jennifer Stauffer, Cara Hannah Sullivan e Christal Schanes per l'esibizione di Zooey Deschanel al Saturday Night Live.
- Migliori acconciature per una miniserie o film a Monte C. Haught, Samantha Wade, Melanie Verkins, Natalie Driscoll e Michelle Ceglia per American Horror Story.
- Miglior casting per una serie drammatica a Junie Lowry Johnson, Libby Goldstein, Judy Henderson, Craig Fincannon e Lisa Mae Fincannon per Homeland - Caccia alla spia.
- Miglior casting per una serie commedia a Jennifer Euston per Girls.
- Miglior casting per una miniserie, film o speciale a David Rubin, Richard Hicks, Pat Moran e Kathleen Chopin per Game Change.
- Miglior coordinamento stunt a Peewee Piemonte per l'episodio Il rientro di John di Southland.
- Miglior coreografia a Joshua Bergasse per Smash.
- Migliori costumi per una serie tv a Michele Clapton, Alexander Fordham e Chloe Aubry per l'episodio Il principe di Grande Inverno de Il Trono di Spade.
- Migliori costumi per una miniserie, film o speciale a Annie Symons e Yvonne Duckett per la seconda parte di Grandi speranze.
- Migliori costumi per un varietà o speciale a Maria Rosario Mendoza per la cerimonia d'apertura dei XVI Giochi panamericani e a Marina Toybina e Grainne O'Sullivan per il reality The X Factor.
- Miglior direzione artistica per una serie single-camera a Bill Groom, Adam Scher e Carol Silverman per Boardwalk Empire - L'impero del crimine e Gemma Jackson, Frank Walsh e Tina Jones per Il Trono di Spade.
- Miglior direzione artistica per una serie multi-camera a Glenda Rovello e Amy Feldman per 2 Broke Girls.
- Miglior direzione artistica per una miniserie o film a David Roger, Paul Ghirardani e Jo Kornstein per Grandi speranze.
- Miglior direzione artistica per un varietà o programma non-fiction a Brian Stonestreet, Alana Billingsley e Matt Steinbrenner per la cerimonia dei Grammy Awards 2012 e a Steve Bass e Seth Easter per la 65ª cerimonia dei Tony Award.
- Miglior direzione tecnica per una serie tv a Steven Cimino, John Pinto, Paul J. Cangialosi, Len Wechsler, Barry Frischer, Eric A. Eisenstein, Susan Noll e Frank Grisanti per l'esibizione di Mick Jagger al Saturday Night Live.
- Miglior direzione tecnica per una miniserie, film o speciale a Steven Cimino, Paul J. Cangialosi, John Pinto, Chuck Goslin, Barry Frischer, Jeff Latonero, Len Wechsler, Susan Noll e J.M. Hurley per Memphis.
- Migliori effetti speciali/visivi a Rainer Gombos, Juri Stanossek, Sven Martin, Steve Kullback, Jan Fiedler, Chris Stenner, Tobias Mannewitz, Thilo Ewers e Adam Chazen per l'episodio Chiunque può essere ucciso de Il Trono di Spade.
- Migliori effetti speciali/visivi (in a supporting role) a Dave Taritero, Robert Stromberg, Richard Friedlander, Eran Dinur, David W. Reynolds, Matthew Conner, Austin Meyers, Jonathan Dorfman e Steve Kirshoff per l'episodio Georgia Peaches di Boardwalk Empire - L'impero del crimine.
- Miglior fotografia per una serie multi-camera a Steven V. Silver per l'episodio Sips, Sonnets and Sodomy di Due uomini e mezzo.
- Miglior fotografia per una serie single-camera a Jonathan Freeman per l'episodio 21 di Boardwalk Empire - L'impero del crimine.
- Miglior fotografia per una miniserie o film a Florian Hoffmeister per Grandi speranze.
- Miglior fotografia per un reality show ai fotografi di Deadliest Catch.
- Miglior fotografia per un programma non-fiction ai fotografi della serie Frozen Planet per Ends of the Earth.
- Miglior illuminazione per un programma varietà, comico o musicale a Robert Barnhart, Matt Firestone, Pete Radice e Patrick Boozer per l'ultima puntata di So You Think You Can Dance.
- Miglior illuminazione per uno speciale varietà, comico o musicale a Robert Dickinson, Jon Kusner, Travis Hagenbuch e Andy O'Reilly per la cerimonia dei Grammy Awards 2012.
- Miglior makeup per una serie single-camera (non-prostetico) a Paul Engelen e Melissa Lackersteen per l'episodio Vecchi e nuovi dei de Il Trono di Spade.
- Miglior makeup per una serie, miniserie, film o speciale (prostetico) a Greg Nicotero, Jake Garber, Andy Schoneberg, Kevin Wasner, Gino Crognale, Carey Jonse e Garrett Immel per l'episodio La strada da percorrere di The Walking Dead.
- Miglior makeup per una serie multi-camera o speciale (non-prostetico) a Zena Shteysel, Angela Moos, Patti Ramsey Bortoli, Barbara Fonte, Sarah Woolf e Nadege Schoenfeld per la puntata 13x07 del reality Dancing with the Stars.
- Miglior makeup per una miniserie o film (non-prostetico) a Mario Michisanti e Francesca Tampieri per Hatfields & McCoys.
- Miglior missaggio audio per una serie drammatica o commedia (di un'ora) a Matthew Waters, Onnalee Blank, Ronan Hill e Mervyn Moore per l'episodio L'assedio de Il Trono di Spade.
- Miglior missaggio audio per una miniserie o film a Stanomir Dragos, Christian Cooke e Brad Zoern per la prima puntata di Hatfields & McCoys.
- Miglior missaggio audio per una serie drammatica o commedia (di mezz'ora) o d'animazione a Stephen A. Tibbo, Dean Okrand e Brian R. Harman per l'episodio Una vacanza al ranch di Modern Family.
- Miglior missaggio audio per un varietà o speciale a Paul Sandweiss, Tommy Vicari, Pablo Munguia, Kristian Pedregon, Bob Lamasney, Brian Riordan, Thomas Pesa, Michael Parker, Josh Morton, Patrick Baltzel, Larry Reed e John Perez per la cerimonia dei premi Oscar 2012.
- Miglior missaggio audio per un programma non-fiction a Tom Paul per Paul Simon's Graceland Journey: Under African Skies.
- Miglior montaggio audio per una serie tv a Peter Brown, Kira Roessler, Tim Hands, Paul Aulicino, Stephen P. Robinson, Vanessa Lapato, Brett Voss, James Moriana, Jeffrey Wilhoit e David Klotz per l'episodio L'assedio de Il Trono di Spade.
- Miglior montaggio audio per una miniserie, film o speciale a Douglas Murray, Peter Horner, Kim Foscato, Steve Boeddeker, Casey Langfelder, Andrea Gard, Pat Jackson, Daniel Laurie, Goro Koyama, Andy Malcolm e Joanie Diener per Hemingway & Gellhorn.
- Miglior montaggio audio per un programma non-fiction (single o multi-camera) a Kate Hopkins, Tim Owens e Paul Fisher per Ends of the Earth, della serie Frozen Planet.
- Miglior montaggio video per una serie drammatica single-camera a Jordan Goldman e David Latham per l'episodio Eroe di guerra di Episodi di Homeland - Caccia alla spia.
- Miglior montaggio video per una serie commedia single-camera a Steven A. Rasch per l'episodio Palestinian Chickeny di Curb Your Enthusiasm.
- Miglior montaggio video per una serie commedia multi-camera a Sue Federman per l'episodio Il momento della trilogia di How I Met Your Mother.
- Miglior montaggio video per una miniserie o film single-camera a Don Cassidy per la seconda puntata di Hatfields & McCoys.
- Miglior montaggio video per un programma breve a Bill Deronde, Chris Lovett, Mark Stepp, Pi Ware, John Zimmer e Ben Folts per la cerimonia degli Rock and Roll Hall of Fame.
- Miglior montaggio video per un programma non-fiction a Andy Netley e Sharon Gillooly per Ends of the Earth, della serie Frozen Planet.
- Miglior montaggio video per un reality show a Josh Earl e Alex Durham per Deadliest Catch.
- Miglior composizione musicale per una serie tv a John Lunn per l'episodio 2x06 di Downton Abbey.
- Miglior composizione musicale per una miniserie, film o speciale a Javier Navarrete per Hemingway & Gellhorn.
- Miglior direzione musicale a Rob Berman e Rob Mathes per i Kennedy Center Honors.
- Migliori musiche e testi a Adam Schlesinger e David Javerbaum per It's Not Just for Gays Anymore, eseguita alla 65ª cerimonia dei Tony Award.
- Miglior tema musicale di una sigla a Paul Englishby per Page Eight.
- Miglior design di una sigla a Nic Benns, Rodi Kaya e Tom Bromwich per  Grandi speranze.
- Miglior programma non-fiction: Frozen Planet.
- Miglior speciale non-fiction: George Harrison: Living in the Material World.
- Miglior regia per un programma non-fiction a Martin Scorsese per George Harrison: Living in the Material World.
- Miglior sceneggiatura per un programma non-fiction a Geoffrey C. Ward per la puntata A Nation Of Hypocrites di Prohibition.
- Eccezionali meriti per una produzione non-fiction a Connie Field, Lois Vossen e Sally Jo Fifer per Have You Heard From Johannesburg?.
- Miglior programma per bambini: I maghi di Waverly.
- Miglior programma per bambini non-fiction o reality: Sesamo apriti.
- Miglior regia per un programma varietà a Don Roy King per l'esibizione di Mick Jagger al Saturday Night Live.
- Miglior sceneggiatura per un programma varietà agli autori del The Daily Show with Jon Stewart.
- Miglior speciale varietà: Kennedy Center Honors 2011.
- Miglior speciale: Tony Awards 2011.
- Miglior speciale corto live-action: Childrens Hospital.
- Miglior speciale corto non-fiction: DGA Moments in Time.
- Miglior pubblicità: Best Job – Procter & Gamble.
- Miglior realizzazione nell'interactive media (estensione digitale): The Team Coco Sync App.
- Miglior realizzazione nell'interactive media (programma interattivo) a Rides TV per Dirty Work.

## Governors Award
- Al progetto It Gets Better